# Härpfer (Adelsgeschlecht)

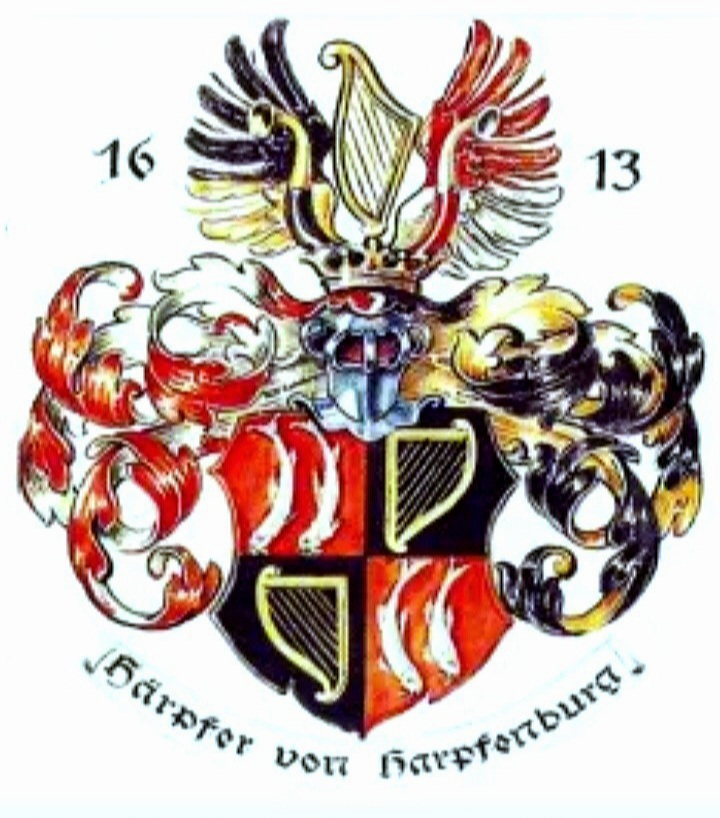
Wappen der Familie Härpfer von Harpfenburg

Die Familie Härpfer ist ein geadeltes Fischergeschlecht aus der ehemaligen Reichsstadt Donauwörth, das den Titel Reichsfronfischer verliehen bekam und von Kaiser Sigismund am 21. September 1434 mit einem Fronfischlehen belehnt wurde.

## Geschichte
Das Geschlecht wird bereits 1280 überliefert. Sein ältester überlieferter Lehensbrief datiert vom Jahr 1445. Im Jahr 1505 erhielt es einen Wappenbrief und 1613 wurde es mit dem Bürgermeister und Fronfischer Nikolaus Härpfer von Kaiser Mathias (1557–1619) als Härpfer von Harpfenburg geadelt, war aber schon mit dem Bürgermeister Michael Härpfer von Harpfenburg, der am 30. September 1529 starb, mit dem Namen urkundlich aufgetreten. Bis zum Untergang des alten Reiches wurde der Adelsstand des Geschlechts von den Kaisern stets anerkannt.
Im Liebfrauenmünster in Donauwörth ist ein Epitaph für Christoph Härpfer und seinen Sohn mit deren Wappen aus dem Jahr 1628 erhalten. Ein weiterer Christoph Härpfer von Harpfenburg war Abt zu Kloster Mönchsdeggingen bei Nördlingen und starb 1632.